# Saint-Jean-de-Muzols
Saint-Jean-de-Muzols – miejscowość i gmina we Francji, w regionie Owernia-Rodan-Alpy, w departamencie Ardèche.
Według danych na rok 1990 gminę zamieszkiwało 2315 osób, a gęstość zaludnienia wynosiła 217 osób/km² (wśród 2880 gmin regionu Rodan-Alpy Saint-Jean-de-Muzols plasuje się na 382. miejscu pod względem liczby ludności, natomiast pod względem powierzchni na miejscu 1070.).

## Populacja

Populacja Saint-Jean-de-Muzols w latach 1962-2008